# Brodogradilište
Brodogradilište je veći ili manji industrijski pogon za gradnju i popravak brodova, objekata morske tehnologije i drugih plovnih objekata te njihovo popravljanje i održavanje smještenog na pogodnom mjestu morske obale, na riječnim ušćima, obalama rijeka, kanala i jezera. Često može obuhvaćati i pogone za izradbu brodskih motora, brodske opreme te drugog asortimana metaloprerađivačke industrije. Najveća brodogradilišta zapošljavaju i više od 20 000 radnika. Malo brodogradilište s uglavnom obrtničkim načinom proizvodnje tradicionalno se naziva škver, a taj se naziv regionalno rabi i za brodogradilište općenito. Danas postoje tri tipa industrijskih brodogradilišta: autonomno, montažno i tvornica brodova.

Poznatija hrvatska brodogradilišta su Uljanik, 3. maj, Greben, BIS, Trogir, "Viktor Lenac" itd.

## Poveznice
- Popis brodogradilišta u Hrvatskoj

## Vanjske poveznice
- Brodogradilište Hrvatska tehnička enciklopedija, portal hrvatske tehničke baštine. LZMK